# 二重
| ウィキペディアには「二重」という見出しの百科事典記事はありません（タイトルに「二重」を含むページの一覧/「二重」で始まるページの一覧）。 代わりにウィクショナリーのページ「二重」が役に立つかもしれません。 |

二重　
にじゅう　もしくは　ふたえ　とよむ。